# Rota (organizacja konspiracyjna)
Rota – nazwa kilku polskich organizacji konspiracyjnych, działających w początkowym okresie okupacji niemieckiej na Pomorzu

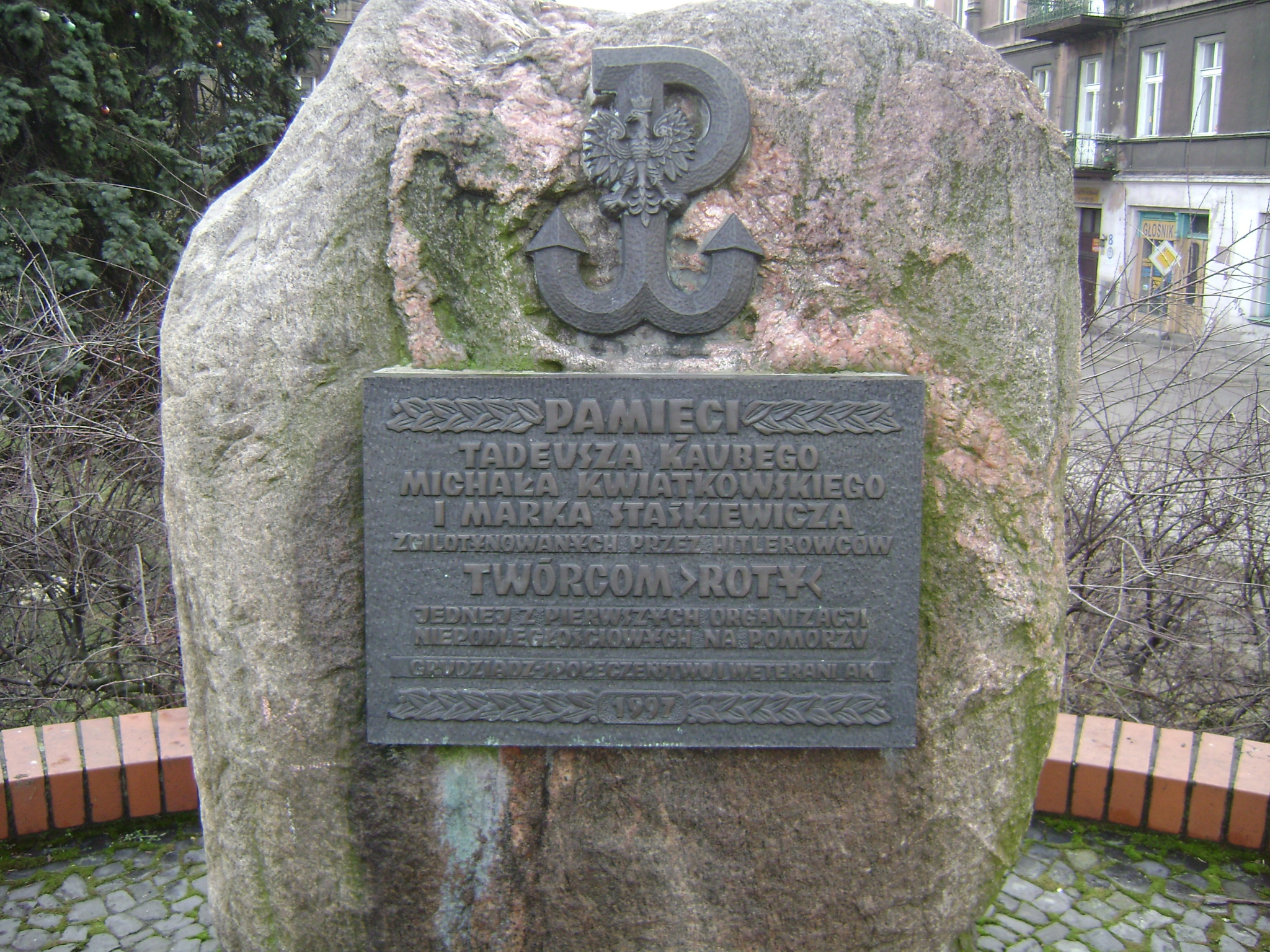
Tablica poświęcona przywódcom Roty w Grudziądzu

- W styczniu 1940 r. została utworzona w Grudziądzu z inicjatywy Tadeusza Kaubego organizacja konspiracyjna Rota. Na jej czele stała Rada Okręgowa. Ogółem Rota liczyła ok. 50 członków zorganizowanych w systemie trójkowym. Otrzymywali oni przy zaprzysiężeniu identyfikator literowo-liczbowy, tzn. litera określała stopień, cyfra rzymska obwód terytorialny, a cyfra arabska numer ewidencyjny. Podziemne struktury Roty istniały w Grudziądzu, Bydgoszczy, Chełmnie, Chojnicach, Brodnicy, Nowym Mieście Lubawskim, Tczewie, Toruniu. Organizacja zamierzała prowadzić działalność sabotażową i propagandową. Nie zdołano dokonać żadnych akcji sabotażowych, natomiast prowadzono nasłuch radiowy i przygotowywano na jego podstawie materiały do wydawania własnego biuletynu. 1 czerwca 1940 r. doszło do licznych aresztowań, które rozbiły Rotę. We wrześniu 1941 r. w Grudziądzu niemiecki sąd wydał 4 wyroki śmierci, w tym na T. Kaubego, reszta otrzymała kary więzienia (część zesłano potem do obozu koncentracyjnego Stutthof). Wyroki śmierci zostały wykonane przez zgilotynowanie 20 stycznia 1942 r. w Poznaniu.

- Pod koniec 1939 r. w Starogardzie została utworzona młodzieżowa organizacja konspiracyjna Rota. Jej założycielem był Teodor Czecholiński, a opierała się ona na miejscowych harcerzach i gimnazjalistach. W styczniu 1940 r. nawiązano kontakt z Rotą T. Kaubego. Być może stargardzka Rota podporządkowała się jej, zachowując autonomię organizacyjną. Ogółem liczyła ona ok. 20-30 członków zorganizowanych w systemie trójkowym. Próbowano rozszerzyć swoją działalność na Bydgoszcz, Gdynię i Tczew. Główną formą działań było rozpowszechnianie wiadomości pochodzących z nasłuchu radiowego, zwłaszcza w okresie kampanii francuskiej w czerwcu 1940 r. W I połowie czerwca nastąpiła dekonspiracja organizacji zakończona aresztowaniem większości członków. Część od razu została wysłana do obozu koncentracyjnego w Stutthof, reszta była sądzona we wrześniu 1941 r., otrzymując kary więzienia.

- W marcu 1940 r. z polecenia kpt. Jakubowskiego, miejscowy gimnazjalista Jerzy Klach utworzył w Tucholi młodzieżową organizację konspiracyjną „Rota”. Nie miała ona żadnych kontaktów z dwiema wcześniejszymi organizacjami o tej samej nazwie utworzonymi w Starogardzie i w Grudziądzu. Głównym celem było prowadzenie sabotażu, samoobrony, akcji odwetowych za zbrodnie na ludności polskiej, pracy wychowawczej w duchu patriotyzmu oraz tworzenie zakonspirowanych lokali. Ogółem Rota liczyła ok. 40 zaprzysiężonych i posiadających pseudonimy członków, rekrutujących się spośród tucholskiej młodzieży. Organizacyjnie istniał podział na drużyny. Na przełomie 1941/1942 r. Rota weszła w skład Związku Walki Zbrojnej (ZWZ), a następnie Armii Krajowej, podporządkowana była komendzie Obwodu Tuchola ze skierowaniem do Szarych Szeregów jako Oddział Wywiadu Młodzieży Polskiej K.Z.17. Działalność została wówczas skoncentrowana na pracy kurierskiej oraz prowadzeniu wywiadu środowiskowego i przenikaniu do niemieckich urzędów, gdzie zdobywano wzory pieczątek, oryginalne blankiety różnych formularzy, aktualne wiadomości o planowanych poczynaniach władz okupacyjnych, wynoszono również kartki żywnościowe i bony towarowe. Szkolono dziewczęta jako sanitariuszki, gromadzono lonty, spłonki, zapalniki, naboje, benzynę i broń krótką. Zebrane od swych członków wiadomości Klach przekazywał Jakubowskiemu. W lutym 1943 r. członkini AK Helena Zielińska ps. „Lila”, która ze stoczni gdyńskiej dostarczała AK tajne informacje, a tam „spalona”, została ukryta u rodziców Warczaka w Brzeźnie. Zaopatrzono ją w nowe dokumenty, dzięki którym wyjechała do Generalnego Gubernatorstwa. W kwietniu 1943 r. Rota otrzymała kolejne zadanie kurierskie. 13 kwietnia należało zawieźć niedużą skrzynkę do Śliwic, skąd o godz. 24.00 mieli odebrać ją ludzie jadący z kierunku Starogardu. Wyznaczeni do akcji: Klach, Gierczyk, Warczak i Mioduszewski, postanowili posłużyć się samochodem Niemca Griegla z Łyskowa. W chwili uruchamiania samochodu zostali zaskoczeni przez właściciela i żandarma Wonsa. Warczak zbiegł, resztę ujęto. Przewieziono ich do Bydgoszczy, gdzie przesłuchiwano ich i bito. Nie złamało to jednak chłopców i organy śledcze niczego się o Rocie nie dowiedziały. 7 czerwca niemiecki patrol schwytał zbiegłego Warczaka oraz Augustyńskiego, gdy próbowali ukryć organizacyjny motocykl. Przewieziono ich do więzienia w Świeciu nad Wisłą. Tam w czasie spaceru zobaczył ich osadzony za kradzież Szulc. Doniósł on śledczym, że widział w mieszkaniu Klicha podejrzane spotkanie grupy młodzieży, w którym uczestniczyli również obaj osadzeni. Poddano ich brutalnym przesłuchaniom, których nie wytrzymał W. Tak więc śledczy uzyskali informacje o Rocie. Wykryto skrytki organizacji, a w nich m.in. pistolet, biało-czerwone opaski, listy zbrodniarzy niemieckich z Tucholi i okolic, dziennik z informacjami i legitymacje członkowskie. Od połowy czerwca do września 1943 r. aresztowano wszystkich członków Roty oraz rodziców Klacha. Tym samym organizacja przestała istnieć. Aresztowanych podzielono na 2 grupy, które były sądzone oddzielnie. 25 sierpnia 1944 r. niemiecki sąd w Gdańsku skazał 27 szeregowych członków Roty na kary więzienia. Natomiast przywódców i rodziców Klacha, którym groziły kary śmierci, miał sądzić Trybunał Ludowy Rzeszy w Berlinie w lutym/marcu 1945 r. Ze względu na szybkie zbliżanie się wojsk alianckich rozprawa nie odbyła się, a więźniów, umieszczonych w różnych więzieniach, uwolniły wojska aliantów. Gierczyka, Warczaka, Talaśkę i ojca Klacha uwolniły 3 maja 1945 r. w Berlinie wojska radzieckie, zaś Jerzego Klacha, Augustyńskiego i matkę Klacha w dniu 21 maja 1945 r. w Bayreuth wojska amerykańskie.